# 蝦夷共和國

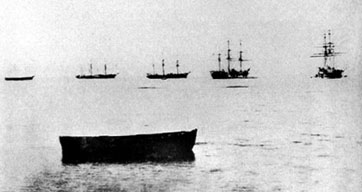
幕府海軍副總裁榎本武揚指揮8艘原幕府海軍的軍艦北上蝦夷地，脫離向新政府投降的江戶幕府，為對抗新政府作好準備

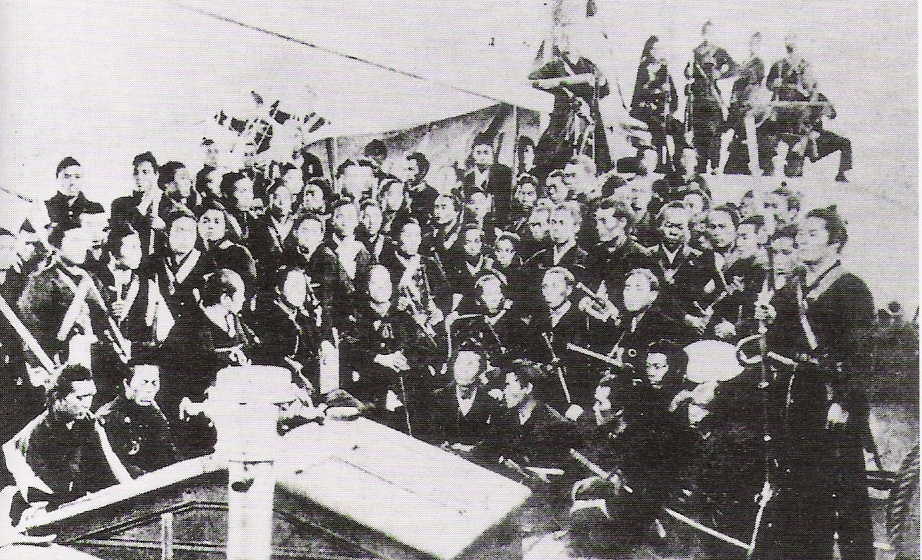
1868年舊幕府軍隊士兵向蝦夷地轉移

蝦夷共和國又稱為蝦夷政權、箱館政權，是1868年12月日本幕末時代由新選組和部分舊江戶幕府勢力在蝦夷地箱館（今北海道函館市）成立的政權，其立場是抵抗新的明治政府，亦為亞洲最早透過選舉制度組織政府的政權。

## 歷史
1868年4月，江戶無血開城，明治政府建立。幕府海軍副總裁榎本武揚帶領八艘軍艦北上蝦夷地，佔據箱館的五稜郭、松前城兩處作為根據地。12月15日（陽曆1869年1月27日），榎本軍平定蝦夷地，成立蝦夷共和國。隨後舉辦記名制的選舉，由士官級以上的幹部投票選出包括總裁、副總裁、海軍奉行、陸軍奉行等重要的內閣人選，並由獲得最高票的榎本出任總裁。
在此政权建立后，在箱馆设有领事馆的西方国家（如英國、法國）纷纷向榎本递交备忘录，承认蝦夷共和國为事实上的政權。其後，原幕府法國军事顾问团副团长儒勒·布呂奈带来了十几名法国教官，集结在北海道的部队达到了4个联队、3,000人之多。
1869年箱館戰爭，蝦夷共和國戰敗，土方歲三戰死。明治二年5月17日（陽曆1869年6月26日），榎本決定投降；5月18日，將五稜郭移交給新政府軍陸軍參謀黑田清隆，结束了成立一百二十五天的蝦夷共和國，同時也代表了幕末內戰「戊辰戰爭」的終結。

## 日本看法
根據北海道函館市史所載，旧德川幕府軍從未自稱過「蝦夷共和國」或是獨立國家，而是自稱德川脫藩家臣建立的「蝦夷政權」，是等待德川大君復行視事的臨時組織在其傳遞給箱館外交使節的書信中的正式署名，用的也是「蝦夷政權」，而不是「蝦夷共和國」，其本質為旧徳川将軍家遺臣组成的蝦夷地開拓團（旧徳川将軍家遺臣による蝦夷地開拓団）。
所謂承認該政權的備忘錄，實則為英法艦隊艦長與蝦夷政權總裁榎本武揚開會時，擔任紀錄的英國書記官亞當斯（Francis Ottiwell Adams）無視英國公使巴夏礼要求不能干涉內政的命令，並違反該國意願，私自使用了「國際之間」的外交辭令做了會議記錄，犯了嚴重的外交錯誤所留下的把柄。榎本武揚本人則認為這份備忘錄是一份可以被利用的文件。
「共和國」的名稱來源則是在蝦夷政權結束的5年後，由當事人之一的英國公使館秘書亞當斯於1874年出版的《History of Japan》中，直接使用「蝦夷共和國」（Republic of Ezo）稱呼「蝦夷政權」，引起他人效仿，成了「蝦夷共和國」的由來。

## 內閣閣僚
- 總裁：榎本武揚
- 副總裁：松平太郎
- 海軍奉行：荒井郁之助
- 陸軍奉行：大鸟圭介
- 陸海裁判官：今井信郎、竹中重固
- 陸軍奉行並：土方歲三
- 箱館奉行：永井尚志（玄蕃）
- 松前奉行：人見勝太郎
- 江差奉行：松岡四郎次郎、 小杉雅之進
- 開拓奉行：澤太郎左衛門
- 会計奉行：榎本道章（對馬）、川村錄四郎
- 海軍頭：松岡磐吉
- 海軍頭並：甲賀源吾、根津勢吉、小笠原賢藏、古川節藏、浅羽甲次郎
- 步兵頭：本多幸七郎、古屋佐久左衛門
- 步兵頭並：瀧川充太郎、伊庭八郎、大川正次郎、松岡四郎次郎、春日左衛門、星恂太郎、天野新太郎、永井蠼伸齋
- 砲兵頭並：關寬右衛門、中島三郎助
- 工兵頭並：吉澤勇四郎、小菅辰之助
- 器械頭並：宮重一之助、澁澤成一郎

## 外部連結
- 蝦夷共和國宣言 （页面存档备份，存于）（日語）
- 官員選舉和蝦夷地領有宣言式 （页面存档备份，存于）（日語）
- 蝦夷共和國的誕生（日語）